# Calciumhydroxide
Calcium(di)hydroxide of gebluste kalk is een anorganische verbinding van calcium, met als brutoformule Ca(OH)2. Het is een wit zacht poeder dat matig in water oplost.

## Synthese
Calciumdihydroxide kan bereid worden door water toe te voegen (blussen) aan calciumoxide (CaO) (ongebluste kalk). Wanneer veel water wordt toegevoegd, ontstaat er een substantie (kalkmelk). Wanneer deze gefilterd wordt, blijft er een kleurloze, doorzichtige oplossing van calciumdihydroxide in water over. Dit wordt kalkwater genoemd. Calciumdihydroxide is een sterke base, maar wegens zijn beperkte oplosbaarheid in water (1,85 g/l) is kalkwater veel minder agressief dan bijvoorbeeld een oplossing van natriumhydroxide, dat veel meer geconcentreerd kan zijn.
Calciumdihydroxide kan ook gevormd worden uit reactie van calciumcarbide en water. Dan ontstaat er als bijproduct ethyn, zoals bij het carbidschieten.

## Toepassingen
Kalkwater wordt gebruikt in experimenten om koolstofdioxide (CO2) mee aan te tonen. Wanneer men CO2-gas door kalkwater laat borrelen, zal het heldere kalkwater troebel worden doordat er calciumcarbonaat neerslaat volgens de volgende carbonatatiereactie:
{\displaystyle {\ce {Ca(OH)2 + CO2 -> CaCO3 + H2O}}}
Calciumhydroxide is een base en wordt gebruikt om zure grond te neutraliseren en om bijvoorbeeld ammoniak terug te winnen bij chemische processen waarbij ammoniak wordt gebruikt. Het wordt gebruikt in metselkalk, wasmiddelen en als waterontharder.
Calciumhydroxide is ook toegelaten als additief in voedingsmiddelen. Het E-nummer van calciumhydroxide is E526.
Calciumhydroxide in de vorm van kalkmelk wordt in drinkwaterzuivering toegepast om de pH van het ruwwater te regelen en om water te ontharden.
Tevens wordt kalkmelk gebruikt in de zuivering van afvalwater van de hydrometallurgie, met name om sulfaten (SO4) neer te slaan tot calciumsulfaat (CaSO4) of gips.
Calciumhydroxide wordt ook gebruikt in de endodontologie; het wordt in een minieme hoeveelheid ingesloten tijdens een wortelkanaalbehandeling als desinfectans.